# Merrall Brown Motors
Merrall Brown Motors war ein britischer Automobilhersteller in Bolton (Lancashire). 1919–1921 wurden dort Leichtfahrzeuge unter dem Namen MB gebaut.
1919 erschien der MB 8/10 hp mit Reihenzweizylindermotor mit einem Hubraum von 1,0 l. Der Wagen besaß, wie in den 1950er-Jahren die Isetta, vorne eine große und hinten eine kleine Spurweite, sodass er fast wie ein Dreiradfahrzeug erschien.
Noch im gleichen Jahr löste ein stärkeres Modell, der MB 10 hp, dieses Modell ab. Er war konventioneller ausgelegt und besaß vorne und hinten dieselbe Spurweite. Der Radstand betrug 2591 mm. Angetrieben wurde der Wagen von einem Vierzylinder-Reihenmotor mit 1,5 l Hubraum.
1921 verschwand die Marke wieder vom Markt.

## Modelle
| Modell  | Bauzeitraum | Zylinder | Hubraum  | Radstand |
| ------- | ----------- | -------- | -------- | -------- |
| 8/10 hp | 1919        | 2 Reihe  | 996 cm³  |          |
| 10 hp   | 1919–1921   | 4 Reihe  | 1499 cm³ | 2591 mm  |

## Quelle
- David Culshaw & Peter Horrobin: The Complete Catalogue of British Cars 1895–1975. Veloce Publishing plc. Dorchester (1999).  ISBN 1-874105-93-6